# 糶糴村敬字亭
22°37′16.1″N 120°31′58.6″E / 22.621139°N 120.532944°E
糶糴村敬字亭，是一座位於臺灣屏東縣竹田鄉糶糴村的敬字亭，其與一旁的舊達達港糶糴村糧埤伯公是相應於水口及水閘門而生，是以風水塔的作用存在。

## 建築
在日治時期，當地的保正提議興建觀音亭，於是建造此敬字亭，高約4公尺，以紅磚為主體構造，三層構造，最上層供奉觀音，中層奉伯公，最下層是焚燒字紙的爐體，亭上有一小碑，刻上「觀音亭」。但觀世音菩薩與敬字惜紙的敬字亭文化無特殊關係，糶糴村敬字亭將其與福德正神一起供奉在敬字亭上，是儒、釋、道三教融合的展現。